# Chaetocnema capeneri
Chaetocnema capeneri là một loài bọ cánh cứng trong họ Chrysomelidae. Loài này được Biondi & D'Alessandro miêu tả khoa học năm 2006.